# Jaguapitã
Jaguapitã é um município brasileiro do estado do Paraná. Sua população foi estimada em 13 742 habitantes, conforme dados do IBGE de 2020.

## Toponímia
O topônimo jaguapitã é de origem indígena e significa onça vermelha ou pintada. Do tupi yaguar: onça; e pitã: vermelha, pintada.

## História
A história de Jaguapitã está relacionada com a época histórica de colonização do norte do Paraná, realizada pela Companhia de Terras do Norte do Paraná, acontecendo assim a afluência de pessoas de outros estados e imigrantes de outros países para a região. Com terras muito férteis, conhecida como "terra roxa", propícias ao cultivo de toda espécie de cereais, onde se deu inicialmente o cultivo do café.
A sede do município foi instalada em meados de 1937, ano em que chegou uma caravana composta de várias famílias, em que se destacava a de Antônio Pinto e Izaltino Rodrigues, consideradas como as fundadoras da localidade. Inicialmente foi constituído o Patrimônio denominado São José dos Bandeirantes, e no mesmo ano, foi inaugurada a primeira casa comercial, de propriedade de Izaltino Rodrigues, um empório comercial de nome Casa Branca. 
No ano de 1940, foi requerida pelos moradores ao Governo Estadual a medição das glebas do Patrimônio, tendo seu nome posteriormente substituído para Colônia de São José dos Bandeirantes. Em 30 de Dezembro de 1943 (pelo Decreto-lei Estadual n.º 199), foi elevada à categoria de Distrito, com a denominação de Jaguapitã, subordinado ao Município de Sertanópolis. 
Em 10 de Outubro de 1947, foi elevada a categoria de município (pela Lei estadual n.º 2), sendo desmembrado de Sertanópolis. Sua instalação ocorreu em 7 de novembro de 1947 e o primeiro administrador foi o coronel Sebastião Faustino (nomeado), enquanto o primeiro prefeito eleito por sufrágio popular foi o Alfredo Baticioto.
A primeira paróquia da cidade foi criada no dia 29 de maio de 1949, e o primeiro padre católico foi Guido Cagnoni que, desejando que a cidade crescesse para o lado mais alto, construiu uma igreja no alto da praça, denominada Praça São José dos Bandeirantes. Foi construída toda em madeira e acabou sendo destruída num incêndio em 1961. Em seu lugar foi construída, pelos padres xaverianos, um nova igreja católica, sob comando dos [[Ordem dos Agostinianos|padres agostinianos[[.
Jaguapitã possuiu o primeiro cinema da região, chamado Cine Guairacá, que funcionou entre os anos de 1956 e 1983, sendo fechado por falta de recursos.
A primeira escola fundada em Jaguapitã foi o Grupo Escolar de Jaguapitã, em 3 de julho de 1946. Em 1954 começou a funcionar o Ginásio Municipal de Jaguapitã, criado por Lei Municipal em de 12 de junho de 1953.

## Geografia
Jaguapitã está localizada na latitude de 23º18’37’’Sul e longitude de 51º09’46’’Oeste, no Norte do Estado do Paraná e distante 444 km da capital do Estado. Limita-se ao norte com os municípios de Centenário do Sul e Guaraci, ao sul com Rolândia e Pitangueiras, ao leste com Miraselva, Prado Ferreira e Cambé, e a oeste com Astorga, Santa Fé e Munhoz de Melo. Possui uma superfície territorial de 475,004 km².
Com relação ao solo, o município está localizado em uma área de transição entre basalto e arenito. Da área total, 44,9% é ocupada por Latossolo Vermelho (antigo Latossolo Vermelho Escuro), 25,8% por Nitossolo Vermelho (antiga Terra Roxa Estruturada), 22,6% por Argissolo Vermelho Amarelo (antigo Podzólico Vermelho Amarelo) e 6,7% por Latossolo Vermelho Distroférrico (antigo Latossolo Roxo).
O relevo característico do município apresenta topografia plana a suave ondulada. Na declividade entre 0 e 3%, encontra-se 18,12% da área; entre 3,1 e 20%, 43,61% da área; de 8,1 a 20%, 35% da área; de 20,1 a 45%, 3,21% da área, e apenas 0,06% da área apresenta declividade superior a 45%.
A altitude do município varia de 450 a 600 metros, com 82% da área dentro desta faixa, 3% superior a 600 metros e 15% abaixo de 450 metros.
Sobre a orientação ao sol, 20,4% do município encontra-se na costa Leste; 30,7% na costa Oeste; 26,1% na costa Norte e 22,8% na costa Sul.

### Clima
O clima predominante é do tipo Cfa, subtropical úmido mesotérmico, segundo a classificação de Köeppen. Este clima se caracteriza por verões quentes, geadas poucos frequentes (nos meses de junho e julho) e tendência de concentração de chuvas no verão, sem estação seca definida, com precipitação média anual de 1.400 a 1.500 mm. O mês mais frio é julho, com temperatura média de 17°C, e o mês mais quente é o de fevereiro, com temperaturas médias entre 26°C e 30°C. Os meses com maior precipitação são dezembro, janeiro e fevereiro, e os menos chuvosos são junho, julho e agosto.

### Hidrografia
Os principais cursos d’água existentes no município são: Ribeirão Bandeirantes do Norte, Córrego São José, Córrego Irajá, Água do Pacu, Ribeirão Centenário, Ribeirão Pelotas, Água das Pedras, Água Funda, Água da Onça, Água da Cobra e vários outros de menor dimensão. A extensão dos cursos d’água do município, somados, é de 513.697 metros, o que representa 2.681,11 hectares de mata ciliar a ser formada.

## Demografia
Jaguapitã chegou a ter uma população de 34.130 habitantes, passando a 16.700 na década de 1970, com o fim do ciclo do café. No Censo 2000, a população era de 10.932 habitantes, com a maioria da população residindo no meio urbano (80%).

## Saúde
A cidade possui cinco instituições de saúde, sendo 3 instituições públicas municipais, composta de 1 hospital com 36 leitos, 1 centros de saúde e 1 posto de saúde, além de 2 particulares. 
Indicadores de mortalidade (2000):
- Mortalidade até 1 ano de idade (por 1.000 nascidos vivos) = 15,7
- Esperança de vida ao nascer (anos) = 71,5
- Taxa de fecundidade total (filhos por mulher) = 2,3

## Educação
A cidade possui quatro escolas de ensino pré-escolar (2 privadas e 2 municipais), quatro escolas de ensino fundamental (1 estadual, 2 municipais e 1 privada) e uma escola estadual de ensino médio.

## Aspectos Sociais
Jaguapitã possui o IDH de 0,761 (considerado médio), sendo 122º no ranking estadual e 1.552º no ranking nacional. O IDH-Educação (IDH-E) é de 0,838 com uma taxa de alfabetização de adultos de 84,34%. O IDH-Longevidade (IDH-L) de 0,775 com idade de 71,5 anos e o IDH-Renda (IDH-R) de 0,671. O município possui o Índice de Gini de 0,39 (alto) e índice de pobreza de 39,01%.

## Economia
Tradicionalmente, a economia local gira em torno da agropecuária, contendo em sua maioria minifúndios e pequenas propriedades. Da área total explorada, 64% é constituída de pastagens, no restante, são cultivadas as lavouras anuais, predominantemente soja e milho em rotação com trigo e aveia preta, em sistema de cultivo semi-direto, pois não há rotação de culturas, exceto pela aveia preta, porém utilizada para colheita de sementes para a próxima safra e não para produção de cobertura vegetal. Estas lavouras são totalmente mecanizadas.
Na agropecuária destacam-se cinco produtos, que juntos, representam 70,66% (40.716.737,15 reais) do VBP (Valor Bruto Agropecuário). Sendo eles, aves de corte (19,98%), bovinos (14,70%), cana-de-açúcar (14,31%), ovos galados (11,30%) e a soja (10,37%).
A cidade ainda conta com algumas indústrias de pequeno e médio porte e do comércio varejista. Nas últimas duas décadas, o setor primário têm diminuído sensivelmente sua participação no PIB devido ao fato do grande crescimento de indústrias de mesas de bilhar (contendo o maior número de empresas desse ramo no Brasil) e de dois abatedouros de aves de médio porte, sendo estes os maiores geradores de empregos no município, abrangendo inclusive municípios adjacentes.

## Transportes
Possui uma rodoviária e suas principais rodovias são: PR 454, que a liga à cidade de Astorga e a PR 340 que dá acesso às cidades de Guaraci, Prado Ferreira e Rolândia. 

## Filhos ilustres
- Thaeme Mariôto, cantora
- Roberto Romano, filósofo
- Wilson Bueno, escritor